# ケッセルスドルフの戦い
ケッセルスドルフの戦い（独：Schlacht bei Kesselsdorf）は、1745年12月15日に行われたオーストリア継承戦争における会戦である。プロイセン軍と、オーストリア大公国（ハプスブルク君主国）軍とザクセン軍の連合軍が戦い、プロイセン軍が勝利した。

## 背景
1745年冬、ザクセンはオーストリアと結んでプロイセンへの攻撃を計画し、オーストリア軍の応援を得てフリードリヒ・アウグスト・ルトフスキの軍勢をプロイセンへ入れようとしていた。ところが11月末にヘンネルスドルフの戦いでラウジッツの友軍が撃破されたとの知らせが入り、プロイセンを攻撃するどころではなくなった。アンハルト＝デッサウ侯レオポルト1世率いるプロイセン軍はマクデブルクから南下を開始、慌てて後退する連合軍の後衛を駆逐しながら前進してライプツィヒを占領した。
西進してくるフリードリヒ大王の軍と連絡をつけるためにエルベ川渡河点を押さえる必要があり、息子のディートリヒにライプツィヒを任せるとデッサウ侯はいったん東北に向かってトルガウを占領した。しかしトルガウはプロイセン軍の目標であるザクセンの首都ドレスデンから離れすぎていて、より近い渡河点を得るためエルベ川沿いに南進し次にはマイセンの占領が求められた。12月12日夜、デッサウ侯は守備隊を追い散らしてマイセンを占領した。
大王がデッサウ侯に即時のドレスデン進撃と決戦を求めていたのに対して、老侯は補給を安泰にして慎重に進軍することを好んだ。しかしラウジッツからベーメンに退いたカール・アレクサンダー・フォン・ロートリンゲンのオーストリア軍がエルベ左岸を下ってドレスデンへ向かいつつあり、カール軍がドレスデンで合流する前にルトフスキー軍を撃破する必要があった。大王から度重なる催促を受けたデッサウ侯はドレスデン目指して雪中を行進し、その途上でドレスデンへの道をふさぐ連合軍を発見した。

## 戦闘

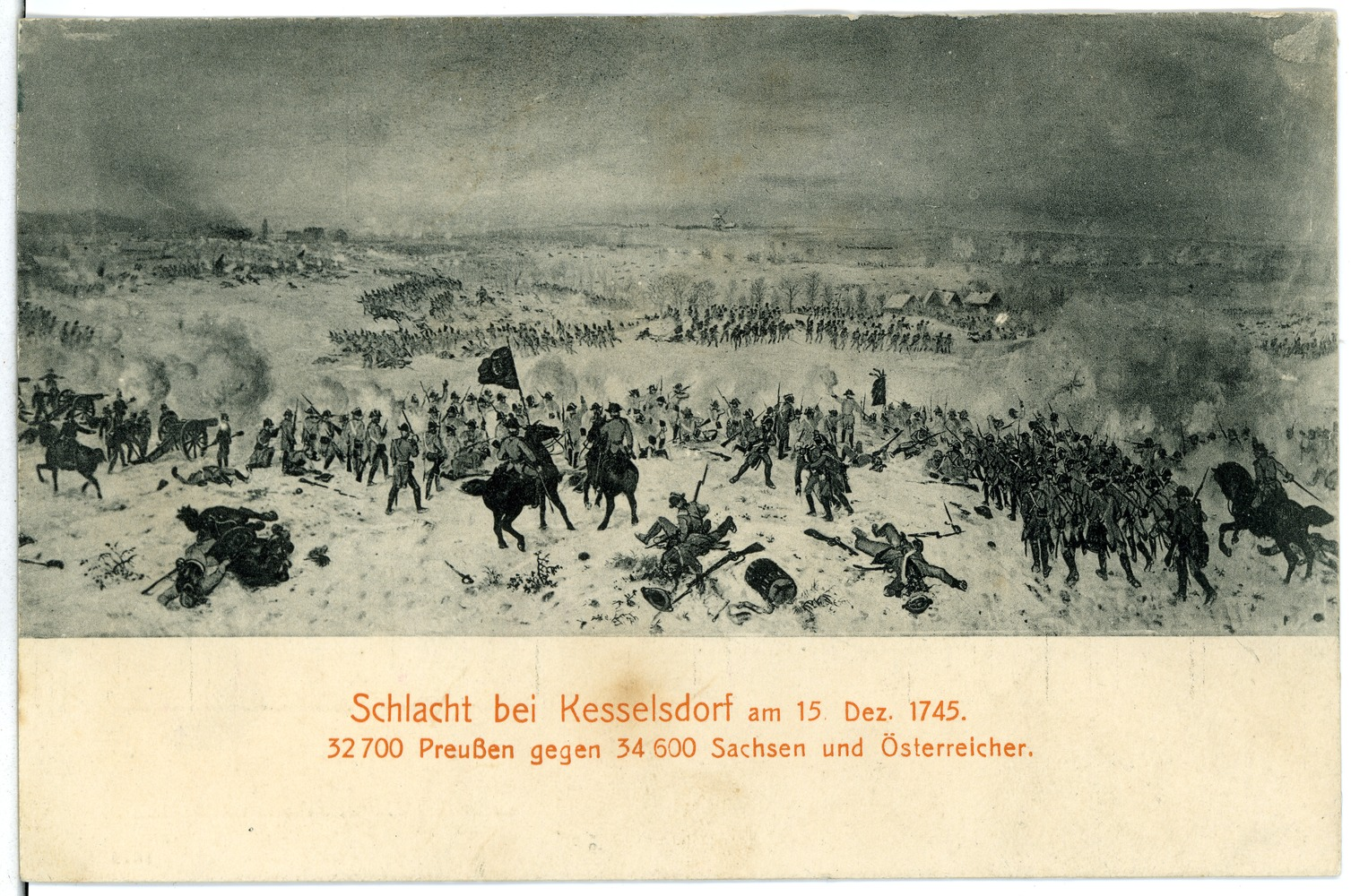
ケッセルスドルフの戦い

連合軍はエルベ川へそそぐ小さな谷川に沿ってその南側に布陣し、西から中央にかけてザクセン軍が、東のエルベ川との合流地点をオーストリア軍が守った。連合軍は北に向かって崖となっている丘の上に砲を配置して地形の利を得ていた。デッサウ侯は敵右翼のオーストリア軍はほとんど放置してザクセン軍を撃滅することを目指した。実際にも、オーストリア軍の大半は戦闘に参加しなかった。
デッサウ侯は古いタイプの将軍で、戦闘の前には祈りを欠かさなかった。伝えられる所によればこのときも以下のように祈ったという。
「主よ、私の戦歴に汚点を残すことのないよう、私に今日こそ慈悲をお与えください。もし私への慈悲をお望みでないときは、敵を助けることなく、ただ戦いの成り行きを見守っていてください」
午後2時、中央のプロイセン軍は小川とそのまわりの凍りついた湿地を越えてザクセン軍陣地に攻撃をかけた。高所からの砲撃と銃撃によって、地形によって攻撃を妨げられるプロイセン軍は大損害を受けた。二度目の攻撃も頓挫してプロイセン軍正面が後退すると、ザクセン軍の一部は勝利を確信して陣地を出て追撃しようとした。
しかしそのころ、ザクセン軍左翼ではプロイセン軍騎兵部隊によってザクセンの騎兵部隊が追い立てられ、プロイセン右翼の歩兵がケッセルスドルフ村を占領してザクセン軍左翼を攻撃し、さらにはザクセン軍中央を背後から包囲しようとしていた。ザクセン軍は浮足立ち、デッサウ侯は好機を逃さず全軍突撃を命じた。このとき陣地を出ていたザクセン軍は地形のため撤退も出来ずかえってせん滅されてしまった。デッサウ侯は兵士たちに、雪と氷で覆われた崖を登ってザクセン軍陣地を攻撃することを命じ、崖に殺到する彼らが次々転げ落ちてゆくのもかまわずに自ら崖を駆け登って砲兵陣地に突入した。このときデッサウ侯は銃弾に服を撃ち抜かれたが、怪我はなかった。
ザクセン軍は総崩れとなって敗走した。ドレスデンにはうろたえた兵士たちが逃げ込んで来て、ザクセンの人々に敗戦を印象付けてしまった。

## 結果

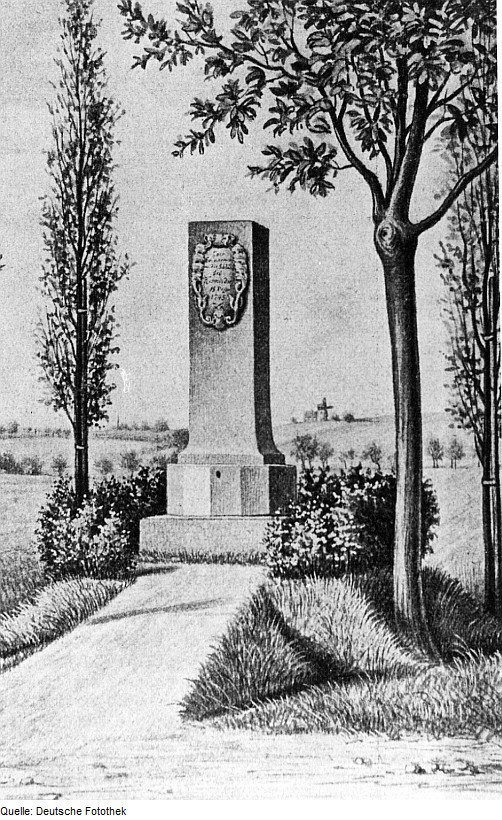
ケッセルスドルフの戦い記念碑

戦いの結果、ザクセン軍は兵士の半数を失い、戦闘能力を喪失した。12月17日にプロイセン軍はドレスデンに入城し、翌18日には大王もドレスデンに入った。ザクセンは戦争継続を断念して単独でも和平を結ぶ姿勢を示し、オーストリアもついに折れてシュレージエン割譲を承認するドレスデン条約が結ばれた。オーストリア方につく予定だったロシアもこういう状況のため参戦の話はなかったことになった。
これによって第二次シュレージエン戦争は終結となり、プロイセンはヨーロッパ主要国の中でいち早く平和を得ることになるが、オーストリアにはまだイタリア、ネーデルラント戦線が残されていた。

## 参考資料
- S.フィッシャー＝ファビアン 著＼尾崎賢治 訳『人はいかにして王となるか』Ⅰ、Ⅱ（日本工業新聞社、1981年）
- 林健太郎、堀米雇三 編『世界の戦史6 ルイ十四世とフリードリヒ大王』（人物往来社、1966年）
- 伊藤政之助『世界戦争史6』（戦争史刊行会、1939年）
- 久保田正志『ハプスブルク家かく戦えり ヨーロッパ軍事史の一断面』（錦正社、2001年）
- David Chandler『The Art of Warfare in the Age of Marlborough』（UK: SPELLMOUNT、1990年）
- preussenweb
- Thomas Carlyle BATTLE OF KESSELSDORF
- de:Schlacht bei Kesselsdorf (17:19, 7. Feb. 2009 UTC)